# Michael Kolster
Michael Kolster (født 16. marts 1956 i Brovst) er en dansk guitarist, sanger og sangskriver. Han er primært kendt som forsanger i og medstifter af bandet Nice Little Penguins og ikke mindst for at være manden bag hittet 'Flying', der udkom i 1994.

## Karriere
Michael Kolsters musikalske karriere tager sin begyndelse i starten af 1980'erne, hvor han sammen med vennen Bo Feierskov og broderen Carsten Kolster danner backing-gruppe for sangerinden Ania Sandig. Omkring 1987 begynder han og Feierskov dog at skrive egne sange, og inviterer også Carsten til at være med i deres nye band, der endnu ikke har noget egentligt navn.
Pr. 1. januar 1992 forlader Michael Kolster for en stund sit job som folkeskolelærer og springer ud som fuldstidsmusiker. Bandnavnet, Nice Little Penguins, er på plads og får allerede i løbet af det første år pladekontrakt. I løbet af de følgende år skriver han en lang række sange sammen med Bo Feierskov. Én sang får dog helt særlig betydning for Kolster. Efter en del overvejelser kommer sangen 'Flying' med på bandets andet album af samme navn, og den bliver et stort hit - også uden for Danmark. Sangen har Kolster skrevet i forbindelse med en eksamen på lærerseminariet godt 10 år forinden.
Efter tre album og en nærmest uafbrudt turné, beslutter Kolster sig i 1996 for at tage en pause. Sammen med broderen Carsten starter han i stedet bandet 'Emotions'. Med ombord er også sangerinden Kristina Holgersen og guitarist Søren Lund. Senere skifter bandet dog navn til Girl In The Moon.
Michael Kolster har siden lavet solo-projektet Lydbillder/Sound Pictures og sideløbende skrevet sange for andre danske kunstnere, som: Ester Brohus, Michelle Birkballe, Jette Torp og Jakob Baumgartner (Pop Filter).
Kolster er uddannet folkeskolelærer og fungerer stadig som lærer og musikunderviser i mellem turnéer, sangskrivning og pladeindspilninger.

## Privat
Privat danner Michael Kolster par med Lotte Josephsen, med hvem han har børnene Thomas, Katrine, Sara og Maria. 